# 嘲劇

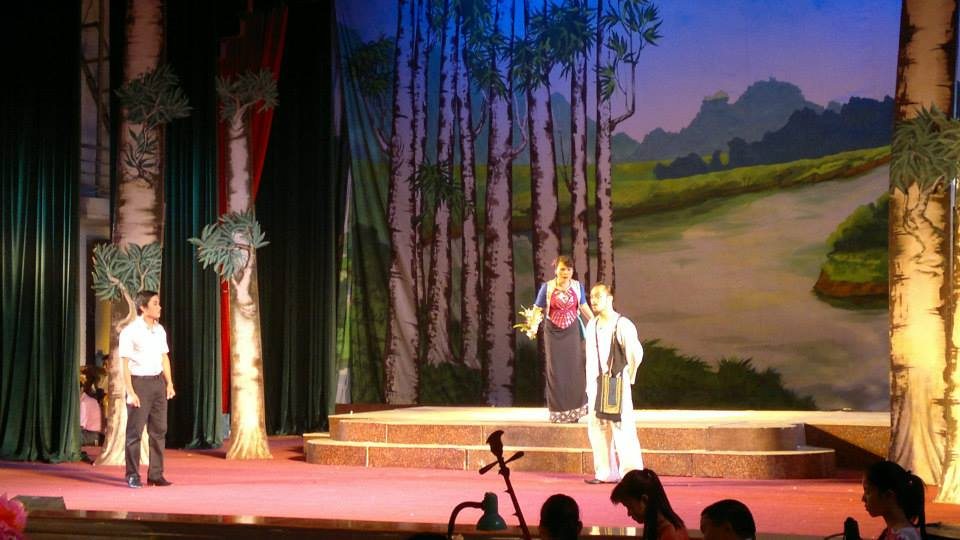
嘲劇《千人之歌》演出

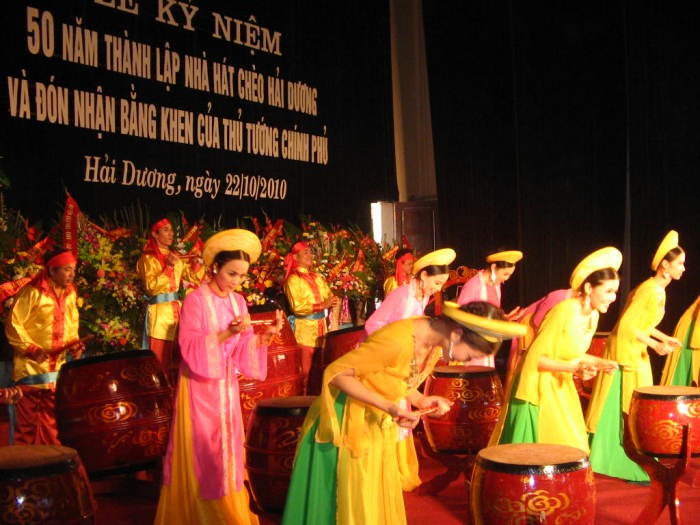
嘲劇在養海陽嘲劇院（Nhà Hát Chèo Hải Dương）演出

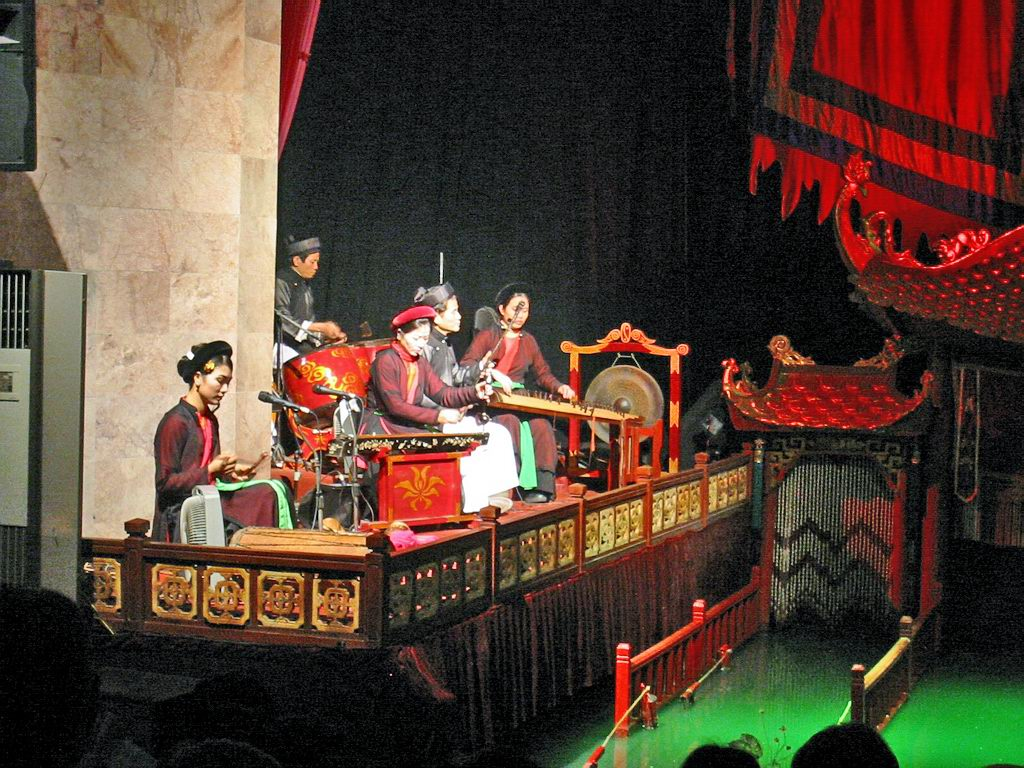
嘲劇樂團

嘲劇（越南語：／）是越南傳統的民族戲曲形式，通常是帶有歌舞的音樂戲劇形式，且帶有嘲諷和戲謔的意味。
嘲劇始於十二世紀的越南李朝，大約從十六世紀開始就以現在的形式存在，主要源自越南北部農村一種自發的民間藝術形式，通常在村外的露天廣場進行表演，而後逐漸專業化和室內化。戲劇形式多有中國宋代雜劇的遺風，嘲劇一直是越南人民世世代代流行的藝術形式，並通過其抒情內容培育了民族精神；由於程式簡單，沒有受到宮廷重視，甚至一度下令禁止在宮中演出。十五世紀以後，嘲劇的地位逐漸為㗰劇所替代。

## 歷史
寧平省華閭縣被認為是嘲劇的故鄉，其創始人范氏陳是丁朝時期的一位宮廷舞蹈家，然而，嘲劇正式出現於李朝，盛行於陳朝。嘲劇的發展起源於十四世紀一名蒙古士兵在越南被俘。 在此之前，嘲劇的表演僅包括唸誦民歌，但受蒙古士兵的影響，嘲劇現在表演以唱頌為主。
後黎朝皇帝黎聖宗不允許嘲劇在宮廷中表演，嘲劇源自民間音樂舞蹈和傳說故事，人們根據這些來源將各種傳說故事發展成更長的完整戲劇，通常由著名儒家學者撰寫，例如武楨（Vũ Trinh）。

## 戲劇特徵
嘲劇的服飾為越南生活中所穿的服飾（越服）為主。演出時沒有舞台、佈景，只用系在木樁上的繩子把演員與觀眾分開。道具也很少。伴奏樂器是鑼、鼓、簫和胡琴。
由於嘲劇一開始就是由農民自編自演，內容又都取材於農村的現實生活和民間傳説，以諷刺社會醜惡現象的居多，有歡樂、悲哀以及愛情生活的表現等，也有少量歷史劇。
《帥雲》、《觀音氏敬》（Quan Am Thi Kinh）等一些傳統曲目可以説已經家喻户曉，現代題材的一些節目也得到了觀眾的認可和喜愛。
1992年，在河內新建了富於民族特色的現代化嘲劇劇場。